# Джанетт Еппс
Джанетт Джо Еппс (англ. Jeanette Jo Epps) — американська космонавтка, науковиця та розвідниця. Астронавтка (Active Astronaut) NASA..

## Рання життя та освіта
Джанетт Еппс народилася 2 листопада 1970 року в місті Сірак'юс, штат Нью-Йорк. 1988 року закінчила середню школу ім. Томаса Коркорана (Thomas J. Corcoran High School) у місті Сірак'юс. 1992 року здобула ступінь бакалавра з фізики в Коледжі ЛеМойна (LeMoyne College). 1994 року здобула ступінь магістра наук у галузі авіакосмічної техніки в Університеті Меріленда. 2000 року в тому ж університеті здобула ступінь доктора філософії (Ph.D.в галузі авіакосмічної техніки).

## Кар'єра
З 2000 по 2002 рік працювала технічною спеціалісткою у Науково-дослідній лабораторії компанії Ford Motor Company. З 2002 року працювала в службі науково-технічної розвідки (Technical Intelligence Officer) ЦРУ, протягом 4-х місяців працювала в Іраку в комісії з пошуку зброї масового ураження.

## Космічна підготовка

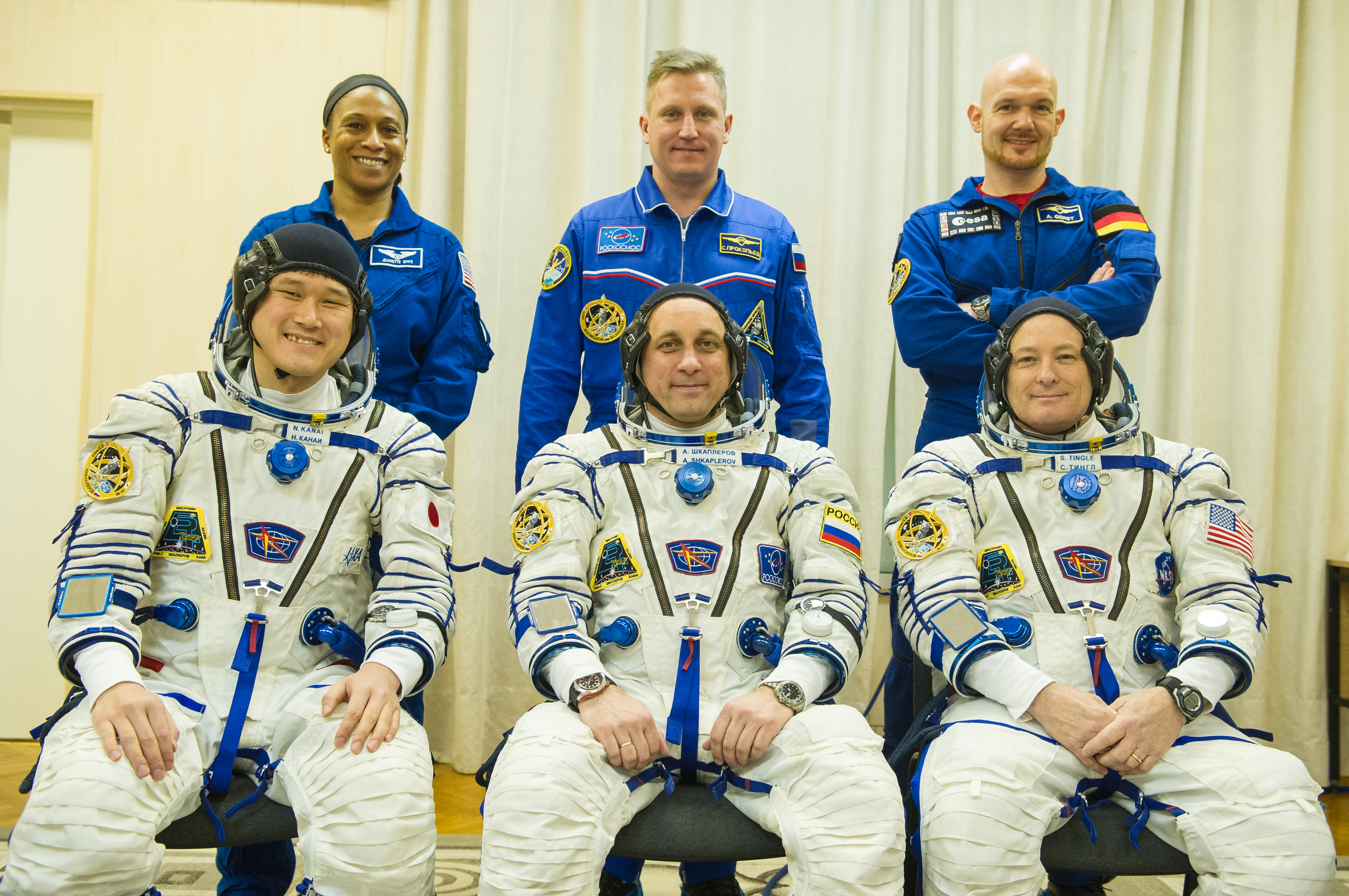
Перед польотом Союз МС-07, в якому Джанетт Еппс була космонавткою-дублеркою

29 червня 2009 року була зарахована до загону астронавтів НАСА у складі 20-го набору НАСА як кандидатка в астронавти. У вересні 2011 року з'явилася інформація про успішне завершення нею курсу загальнокосмічної підготовки. 22 квітня 2016 року у виданні syracuse.com з'явилося повідомлення про її включення в основний екіпаж корабля «Союз МС-09», старт якого був намічений на травень 2018 року. 26 червня 2016 року розпочала підготовку у ЦПК ім. Ю. А. Гагаріна. У програму підготовки входить вивчення конструкції і системи ТПК «Союз МС» та російського сегмента МКС, тренувальні заняття щодо дій у разі посадки в різних кліматогеографічних зонах, окремі елементи медико-біологічної підготовки, проведення деяких спільних наукових експериментів, а також вивчення російської мови. 07 липня 2015 року на форумі журналу «Новости космонавтики» з'явилося повідомлення про затвердження основного екіпажу корабля «Союз МС-09» у складі: Олександр Самокутяев, Джанетт Еппс, Александер Герст. Еппс здобула кваліфікацію космонавта у 2011 році.
У липні 2016 року на базі 179-го Центру МНС в місті Ногінськ Московської області екіпаж у складі Олександра Самокутяева, Джанетт Еппс і Александера Герста пройшов тренування з водного виживання. Цьому допоміг раніше набутий досвід — Еппс попрацювала 9 днів гідронавткою на борту підводної лабораторії NEEMO 18 у підводній дослідницькій місії НАСА, яка почалася 21 липня 2014 року.
У січні 2017 була призначена в основний екіпаж корабля «Союз МС-09», політ якого був запланований на весну 2018 року для участі в роботі МКС-56/МКС-57. Пройшовши повну підготовку до польоту, у тому числі в Зоряному містечку в Росії, де вчила російську мову, повинна була стати першою афроамериканкою у складі тривалої експедиції на Міжнародній космічній станції (МКС).
У січні 2018 року Джанет Еппс, яка була призначена в основний екіпаж корабля «Союз МС-09», для участі в МКС-56/МКС-57, була замінена дублеркою Сереною Ауньон і переведена на роботу в Космічний центр імені Джонсона в Г'юстоні.

## Космічні польоти
Бере участь у експедиції до МКС у складі екіпажу SpaceX Crew-8, що стартувала 4 березня 2024 року. Очікується, що буде брати участь в роботі 70-ї та 71-ї експедицій.

## Родина
- Батько — Генрі Еппс (Henry Epps).
- Мати — Люберта Еппс (Luberta Epps).
- Крім сестри-близнючки Джанет Еппс (Janet Epps), має ще двох сестер і трьох братів[11].